# سیجی کیمورا
سیجی کیمورا (انگلیسی: Seiji Kimura؛ زادهٔ ۲۴ اوت ۲۰۰۱) بازیکن فوتبال است.
از باشگاه‌هایی که در آن بازی کرده‌است می‌توان به باشگاه فوتبال توکیو اشاره کرد.
وی همچنین در تیم ملی فوتبال زیر ۱۷ سال ژاپن بازی کرده‌است.